# Gmina Miastkowo
Die Gmina Miastkowo ist eine Landgemeinde im Powiat Łomżyński der Woiwodschaft Podlachien in Polen. Ihr Sitz ist das gleichnamige Dorf (litauisch Miastkovas) mit etwa 1000 Einwohnern.

## Gliederung
Zur Landgemeinde Miastkowo gehören 23 Ortschaften mit einem Schulzenamt:
Miastkowo
Chojny-Naruszczki
Czartoria
Drogoszewo
Gałkówka
Kaliszki
Korytki Leśne
Kuleszka
Leopoldowo
Łubia
Łuby-Kiertany
Łuby-Kurki
Nowosiedliny
Orło
Osetno
Podosie
Rybaki
Rydzewo
Rydzewo-Gozdy
Sosnowiec
Sulki
Tarnowo
Zaruzie
Weitere Orte der Gemeinde sind Bartkowizna, Cendrowizna, Drogoszewo (osada), Kolonia Nowogrodzka, Korytki Leśne und Kraska.

## Persönlichkeiten
- Marian Oleś (1934–2005), Erzbischof und Diplomat; geboren in Miastkowo.